# Åggojåkka (Lainiorivier)
De Åggojåkka is een beek, of eerder een rivier in het noorden van Zweden en stroomt door de gemeente Kiruna. De Åggojåkka, met daarbij gerekend de langste zijrivier, is ruim 33 kilometer. Er komen een aantal andere stromen in de Åggojåkka bij elkaar, die op de hellingen van twee heuvels in het gebied ontspringen, op de Pajep Åggo (699 m) en de Lulep Åggo. Onder meer:
- Zuidelijke Åggojåkka, vanaf de zuidelijke hellingen
- Noordelijke Åggojåkka, vanaf de noordelijke hellingen
- Härrajåkka
- Rasikkarivier

Afwatering: Åggojåkka → Lainiorivier → Torne älv → Botnische Golf
Er ligt een andere beek, maar met dezelfde naam Åggojåkka, in de directe omgeving, maar die heeft een ander stroomverloop.